# Coalición por una Europa Solidaria
Coalición por una Europa Solidaria (CEUS) es una coalición electoral creada para concurrir a las elecciones al Parlamento Europeo de 2019 y de 2024 en España. Es la sucesora de la Coalición por Europa que concurrió a las elecciones de 2014 y 2009.

## Composición

### Elecciones al Parlamento Europeo de 2019
De cara a las elecciones al Parlamento Europeo de 2019 esta coalición estuvo formada por el Partido Nacionalista Vasco, Coalición Canaria, Compromiso por Galicia, Atarrabia Taldea, El Pi-Proposta per les Illes y Demòcrates Valencians. De esta forma, respecto a la candidatura de 2014, se incorporaron tres fuerzas que concurren por primera vez a las elecciones europeas: Proposta per les Illes, partido de centro derecha liberal y regionalista balear; Atarrabia Taldea, partido político integrado en la coalición navarra de centroizquierda Geroa Bai junto al PNV; y Demòcrates Valencians, formación centrista y valencianista. Por el contrario, respecto a 2014 no repite Convergència i Unió (CiU), disuelta en 2015. Uno de los partidos integrantes de la extinta federación, Convergencia Democrática de Cataluña, se presentó en la candidatura Lliures per Europa junto a varios partidos postconvergentes. Por su parte, Units per Avançar, partido sucesor de Unión Democrática de Cataluña —el otro socio de CiU— apoyó a CEUS.
| Partido o federación | Partido o federación         | Ámbito               |
| -------------------- | ---------------------------- | -------------------- |
|                      | Partido Nacionalista Vasco   | País Vasco, Navarra  |
|                      | Coalición Canaria            | Canarias             |
|                      | Compromiso por Galicia       | Galicia              |
|                      | Atarrabia Taldea             | Navarra              |
|                      | El Pi-Proposta per les Illes | Islas Baleares       |
|                      | Demòcrates Valencians        | Comunidad Valenciana |

### Elecciones al Parlamento Europeo de 2024
De cara a las elecciones al Parlamento Europeo de 2024, esta coalición está conformada por los siguientes partidos políticos y federaciones de partidos:
| Partido o federación | Partido o federación                   | Ámbito              |
| -------------------- | -------------------------------------- | ------------------- |
|                      | Partido Nacionalista Vasco             | País Vasco, Navarra |
|                      | Coalición Canaria                      | Canarias            |
|                      | Atarrabia Taldea                       | Navarra             |
|                      | Geroa Socialverdes                     | Navarra             |
|                      | El Pi - Proposta per les Illes Balears | Islas Baleares      |

## Historia

### Antecedentes
Los partidos nacionalistas vascos, catalanes y gallegos mantenían una larga alianza en las elecciones al Parlamento Europeo, iniciada en 2004 con la coalición Galeusca-Pueblos de Europa. En las europeas de 2014, el Partido Nacionalista Vasco, Convergència i Unió —federación formada por Convergència y Unió Democràtica de Catalunya— y Compromiso por Galicia formaron la candidatura Coalición por Europa, junto con otros partidos nacionalistas periféricos como Coalición Canaria.

### Formación de la candidatura
El 15 de marzo de 2018 Coalición Canaria (CC-PNC) y el Partido Nacionalista Vasco (PNV) anunciaron un compromiso para repetir su alianza electoral de cara a las elecciones europeas del año siguiente.
El 15 de enero de 2019 David Bonvehí, presidente del Partido Demócrata Europeo Catalán (PDeCAT) —partido sucesor de Convergència Democràtica de Catalunya— anunció también un acuerdo de coalición con el Partido Nacionalista Vasco para las elecciones europeas, a la vez que avaló a Jordi Turull, político preso por el proceso independentista catalán, como hipotético cabeza de lista. Este anuncio fue replicado por CC, que se opuso a la entrada del PDeCAT en la coalición, por las posturas independentistas del partido catalán. La ruptura definitiva entre PNV y PDeCAT se produjo tras anunciarse que Carles Puigdemont encabezaría una candidatura al Europarlamento. El 21 de marzo el PNV emitió un comunicado descartando la coalición con el PDeCAT, por considerar estos planteaban una «candidatura exclusivamente catalanista». Algunos analistas políticos vincularon también la ruptura a las diferencias ideológicas existentes entre las posturas más moderadas de los nacionalistas vascos y Puigdemont.
En paralelo, el 14 de marzo de 2019 la dirección de Compromiso por Galicia (CxG) acordó revalidar la coalición de 2014 con el PNV para las elecciones europeas. El 28 del mismo mes la dirección de El Pi-Proposta per les Illes (El Pi) aprobó sumarse a la candidatura, una vez confirmada la ausencia de los independentistas catalanes. El 6 de abril se anunció la incorporación de Atarrabia Taldea (AT, componente de Geroa Bai) a la coalición, con Daniel Innerarity como número 4 de la lista. Finalmente, el 7 de abril, la dirección de Demòcrates Valencians (DV) aprobó unirse también a la candidatura.
El partido catalanista Units per Avançar, sucesor de la extinta Unió Democràtica de Catalunya —socio de las anteriores coaliciones europeas— negoció su entrada en esta lista y, aunque finalmente lo descartó, creó una plataforma de apoyo a la candidatura. Josep Antoni Duran i Lleida, histórico líder de Unió y militante de Units, pidió el voto para la coalición impulsada por el PNV.
El 6 de mayo de 2019 se presentó oficialmente la candidatura, bajo el nombre Coalición por una Europa Solidaria (CEUS). En el acto, celebrado en Bilbao, participaron representantes de las todas fuerzas integrantes de la coalición (PNV, CC-PNC, CxG, GBai, El Pi y DV).

### Candidatura en 2019
Para la lista completa véase Anexo:Candidaturas para las elecciones al Parlamento Europeo de 2019 (España)
Los ocho primeros puestos de la lista son los siguientes:
1. Izaskun Bilbao (EAJ-PNV)
2. Luis Padilla (CC-PNC)
3. Juan Carlos Piñeiro (CxG)
4. Daniel Innerarity (GBai)
5. María del Mar Llaneras (El Pi)
6. Andoni Aldekoa (EAJ-PNV)
7. María Belén González (CC-PNC)
8. Lluís Vicent Bertomeu (DV)

En cuanto a la denominación de la candidatura, aunque esta coalición tiene el nombre oficial de Coalición por una Europa Solidaria, en determinadas comunidades autónomas, tal como permite el artículo 222 de la Ley Orgánica de 5/1985, se presenta con los siguientes nombres y cabezas de lista:
| Comunidad autónoma   | Denominación | Cabeza de lista                 |
| -------------------- | --- | ------------------------------- |
| Andalucía            | Coalición por una Europa Solidaria (CEUS)                                                                                             | Izaskun Bilbao (EAJ-PNV)        |
| Aragón               | Coalición por una Europa Solidaria (CEUS)                                                                                             | Izaskun Bilbao (EAJ-PNV)        |
| Asturias             | Coalición por una Europa Solidaria (CEUS)                                                                                             | Izaskun Bilbao (EAJ-PNV)        |
| Canarias             | Coalición Canaria-Partido Nacionalista Canario-Coalición Por Una Europa Solidaria (Cca-PNC)                                           | Luis Guillermo Padilla (CC-PNC) |
| Cantabria            | Coalición por una Europa Solidaria (CEUS)                                                                                             | Izaskun Bilbao (EAJ-PNV)        |
| Castilla-La Mancha   | Coalición por una Europa Solidaria (CEUS)                                                                                             | Izaskun Bilbao (EAJ-PNV)        |
| Castilla y León      | Coalición por una Europa Solidaria (CEUS)                                                                                             | Izaskun Bilbao (EAJ-PNV)        |
| Cataluña             | Coalició per una Europa Solidària-Coalición por una Europa Solidaria (CEUS)                                                           | Izaskun Bilbao (EAJ-PNV)        |
| Ceuta                | Coalición por una Europa Solidaria (CEUS)                                                                                             | Izaskun Bilbao (EAJ-PNV)        |
| Comunidad Valenciana | Demòcrates Valencians-Coalició per una Europa Solidària (DV)                                                                          | Lluís Vicent Bertomeu (DV)      |
| Extremadura          | Coalición por una Europa Solidaria (CEUS)                                                                                             | Izaskun Bilbao (EAJ-PNV)        |
| Galicia              | Compromiso Por Galicia-Coalición Por Una Europa Solidaria (CxG)                                                                       | Juan Carlos Piñeiro (CxG)       |
| Islas Baleares       | El Pi-Proposta per les Illes Balears-Coalición por una Europa Solidaria (El Pi)                                                       | María del Mar Llaneras (El Pi)  |
| La Rioja             | Coalición por una Europa Solidaria (CEUS)                                                                                             | Izaskun Bilbao (EAJ-PNV)        |
| Madrid               | Coalición por una Europa Solidaria (CEUS)                                                                                             | Izaskun Bilbao (EAJ-PNV)        |
| Melilla              | Coalición por una Europa Solidaria (CEUS)                                                                                             | Izaskun Bilbao (EAJ-PNV)        |
| Murcia               | Coalición por una Europa Solidaria (CEUS)                                                                                             | Izaskun Bilbao (EAJ-PNV)        |
| País Vasco           | Euzko Alderdi Jeltzalea-Partido Nacionalista Vasco-Europa Solidarioaren Aldeko Koalizioa-Coalición por una Europa Solidaria (EAJ-PNV) | Izaskun Bilbao (EAJ-PNV)        |
| Navarra              | Geroa Bai-Europa Solidarioaren Aldeko Koalizioa-Coalición por una Europa Solidaria (GBai)                                             | Daniel Innerarity (GBai)        |

### Candidatura en 2024
Las candidaturas proclamadas para las elecciones al Parlamento Europeo de 2024 fueron publicadas en el Boletín Oficial del Estado el 14 de mayo de 2024.
Los ocho primeros puestos de la lista son los siguientes:
1. Oihane Agirregoitia Martínez (EAJ-PNV)
2. Carlos Enrique Alonso Rodríguez (CCa)
3. Amaia Arrizabalaga Idiáquez (GBai)
4. Jordi Prunes Moya  (El Pi)
5. Aitana Agirre Loiarte (EAJ-PNV)
6. Oswaldo Betancort  (CCa)
7. Miren Itxaso Soto Díaz de Cerio (GBai)
8. Caterina Neus Serra Cañellas (El Pi)

## Resultados

### Elecciones al Parlamento Europeo de 2019
Coalición por una Europa Solidaria fue la octava candidatura por número de votos, obteniendo 633 090 votos (2,82 %) y un escaño.
| Territorio           | Votos   | %       | Posición |
| -------------------- | ------- | ------- | -------- |
| Andalucía            | 3199    | 0,08 %  | < 10º    |
| Aragón               | 252     | 0,04 %  | < 10º    |
| Asturias             | 434     | 0,08 %  | < 10º    |
| Canarias             | 184 936 | 20,75 % | 2º       |
| Cantabria            | 773     | 0,25 %  | 9º       |
| Castilla-La Mancha   | 791     | 0,07 %  | < 10º    |
| Castilla y León      | 1454    | 0,11 %  | < 10º    |
| Cataluña             | 3546    | 0,10 %  | < 10º    |
| Ceuta                | 98      | 0,30 %  | 9º       |
| Comunidad Valenciana | 2836    | 0,12 %  | < 10º    |
| Extremadura          | 1137    | 0,19 %  | 8º       |
| Galicia              | 6524    | 0,45 %  | 9º       |
| Islas Baleares       | 15 957  | 3,81 %  | 7º       |
| La Rioja             | 605     | 0,38 %  | 8º       |
| Madrid               | 3523    | 0,11 %  | < 10º    |
| Melilla              | 13      | 0,04 %  | < 10º    |
| Murcia               | 648     | 0,10 %  | < 10º    |
| Navarra              | 27 146  | 8,00 %  | 5º       |
| País Vasco           | 379 393 | 33,89 % | 1º       |
| España               | 633 090 | 2,82 %  | 8º       |

Gracias a estos resultados, resultó elegida Izaskun Bilbao (PNV).

### Elecciones al Parlamento Europeo de 2024
Las elecciones se celebraron el 9 de junio de 2024 y la coalición obtuvo 284.888 votos (1,61%), resultando elegida Oihane Agirregoitia (PNV) como eurodiputada.
| Territorio           | Votos   | %       | Posición |
| -------------------- | ------- | ------- | -------- |
| Andalucía            | 747     | 0,02 %  | < 10º    |
| Aragón               | 191     | 0,03 %  | < 10º    |
| Asturias             | 138     | 0,03 %  | < 10º    |
| Canarias             | 68 152  | 10,07 % | 4º       |
| Cantabria            | 260     | 0,10 %  | < 10º    |
| Castilla-La Mancha   | 211     | 0,02 %  | < 10º    |
| Castilla y León      | 407     | 0,30 %  | < 10º    |
| Cataluña             | 2 183   | 0,90 %  | < 10º    |
| Ceuta                | 4       | 0,02 %  | < 10º    |
| Comunidad Valenciana | 791     | 0,04 %  | < 10º    |
| Extremadura          | 61      | 0,01 %  | < 10º    |
| Galicia              | 335     | 0,03 %  | < 10º    |
| Islas Baleares       | 3 058   | 0,96 %  | 8º       |
| La Rioja             | 99      | 0,08 %  | < 10º    |
| Madrid               | 1 442   | 0,05 %  | < 10º    |
| Melilla              | 3       | 0,01 %  | < 10º    |
| Murcia               | 147     | 0,02 %  | < 10º    |
| Navarra              | 8 241   | 3,16 %  | 7º       |
| País Vasco           | 194 594 | 22,40 % | 3º       |
| España               | 281 064 | 1,61 %  | 9º       |

## Adscripción en el Parlamento Europeo
| Candidata elegida            | Partido nacional                 | Partido europeo           | Grupo parlamentario |
| ---------------------------- | -------------------------------- | ------------------------- | ------------------- |
| Oihane Agirregoitia Martínez | Partido Nacionalista Vasco (PNV) | Partido Demócrata Europeo | Renovar Europa      |